# RazakSAT
RazakSat je malezijski satelit za promatranje Zemlje koji nosi kameru visoke rezolucije i lansiran je 14. srpnja 2009. u 3:35 UTC s otoka Omelek na raketi Falcon 1.

## Pojedinosti
RazakSat je satelit razvijen i izgrađen u Maleziji u suradnji s južnokorejskom tvrtkom Satreci i prvi je komercijalni teret rakete Falcon 1 kojom upravlja SpaceX. Lansiranje je odgođeno više od četiri sata od plana zbog manjeg problema u sustavu helija nosača i nekoliko kišnih padavina. Razaksat je trebao letjeti na četvrtom Falconu 1, ali je odgođen za još jedan probni let iz sigurnosnih razloga nakon tri neuspješna lansiranja nosača. Tri minute nakon lansiranja oklop korisnog tereta je odvojen, a oko sat vremena nakon lansiranja satelit je odvojen od rakete i postavljen u svoju konačnu orbitu. Heksagonalan, visok dobrih jedan metar i oko 180 kg težak satelit nosi kameru rezolucije 2,5 m po pikselu u crno-bijelom području i 5,5 m za snimke u boji. Izgrađen je na temelju satelitske sabirnice SI-200. Stabilizaciju satelita u tri osi osiguravaju četiri reakcijska kotača, a opskrbu energijom osiguravaju galijev arsenid / germanij - solarne ćelije (300 Watt EOL) na saćastoj podlozi s nikal-kadmijevim baterijama kapaciteta 18 Ah. Satelit se daljinski upravlja preko S-pojasne veze, a korisnički podaci se prenose u X-pojasu do 30 MBit u sekundi, s SSD diska veličine 32Gbita. Lansirajući gotovo duž ekvatora, RazakSAT leti pod orbitalnim nagibom od samo devet stupnjeva, što mu omogućuje da preleti Maleziju do desetak puta dnevno, više od bilo kojeg drugog satelita za promatranje Zemlje. Planirani vijek trajanja je tri godine.
Slike RazakSAT-a bit će dostupne znanstvenicima, komercijalnim korisnicima i vladinim agencijama, s planiranom upotrebom za urbano planiranje, praćenje usjeva, praćenje okoliša, šumarstvo i kartiranje.

## Vanjske poveznice
- ATSB: Razak Sat  Arhivirana inačica izvorne stranice od 4. ožujka 2016. (Wayback Machine)
- YouTube: pokrenite video